# هاري ماسون (ملاكم)
هاري ماسون (بالإنجليزية: Harry Mason)‏ مواليد 27 مارس 1903 في لندن، إنجلترا - الوفاة 27 أغسطس 1977، كان ملاكم محترف بريطاني صنّف ضمن فئة الوزن الخفيف.

## إحصائيات
خاض خلال مسيرته 215 نزالا، فاز في 145 وتعادل في 15 وخسر في 53. فاز بالضربة القاضية في 26 نزالا.

## روابط خارجية
- هاري ماسون على موقع بوكس ريك (الإنجليزية) (registration required)